# La ciudad oculta
La ciudad oculta es una película argentina de 1989, dirigida por Osvaldo Andéchaga, e interpretada por Leandro Regúnaga, Edgardo Suárez y María Vaner. Estrenada el 9 de noviembre de 1989. Fue ganadora del Cóndor de Plata como mejor película de 1990.

## Sinopsis
La película relata el hecho real de la decisión de la dictadura militar argentina, durante la Copa Mundial de Fútbol de 1978, de erradicar la villa miseria Manuel Dorrego, conocida como Ciudad Oculta y la resistencia de sus pobladores.

## Actores
- Leandro Regúnaga (Roberto Santillán).
- Edgardo Suárez (Uña).
- María Vaner (Juana).
- Alberto Benegas
- Andrés Vicente
- Raúl Lavié
- Vito Catalano
- Rubén Maravini (Represor).
- Paulino Andrada (Traidor).
- María Fiorentino (Negra).
- Gustavo Garzón (Alberto).
- Marta Roldán (Doña Juana).
- Isabela Quinteros (Teresa).
- Alejandra Urroz
- Fausto Collado
- José Andrada
- Toti Glusman
- Olga Berg (doblaje de la actriz Marta Roldán).
- Rubén Santagada
- Ricardo Ibarlín
- Ricardo Cores
- Mosquito Sancinetto
- Marisa Grieben
- Ricardo Jordán
- Nilda Raggi
- Leonardo Jury
- Raúl Florido
- Manuel Vicente
- Luis Mazzeo
- Luis Collado
- Alfredo Las Heras
- Lilian Bonez
- Alejandro Rica
- Norma Angelmi
- Juan Ramón Varda
- Carlos di Rocco
- Ramiro Montoya

## Premios
- Premios Cóndor de Plata (1990): mejor película